# Hvalbiareiði
Hvalbiareiði är ett näs i Färöarna (Kungariket Danmark).   Det ligger i sýslan Suðuroyar sýsla, i den södra delen av landet, 50 km söder om huvudstaden Tórshavn. Hvalbiareiði ligger 99 meter över havet. Det ligger på ön Suðuroy.
Terrängen runt Hvalbiareiði är lite kuperad. Havet är nära Hvalbiareiði västerut. Runt Hvalbiareiði är det ganska glesbefolkat, med 29 invånare per kvadratkilometer. Närmaste större samhälle är Vágur, 14,7 km sydost om Hvalbiareiði. 